# Mein fast perfekter Valentinstag
Mein fast perfekter Valentinstag (Originaltitel: I Hate Valentine’s Day) ist eine romantische Filmkomödie aus dem Jahr 2009. Nia Vardalos führte Regie, schrieb das Drehbuch und spielte die Hauptrolle neben John Corbett. 

## Handlung
Genevieve ist Besitzerin des Blumenladens Roses for Romance in Brooklyn. Die Romantikerin berät gerne andere in Sachen Liebe, ist aber selber alleinstehend. Damit ihr niemand das Herz brechen oder sie enttäuschen kann, hat sie für sich die Regel aufgestellt, dass nach dem fünften Treffen mit einem Mann alles wieder vorbei ist und sie den Mann nicht mehr sieht. Eines Tages trifft sie auf Greg, der in der Nähe einen leerstehenden Laden renoviert, um darin die Tapas-Bar Get on Tapas zu eröffnen. Beide verlieben sich ineinander. Beim vierten Treffen bleibt sie zwei Tage bei ihm, danach meldet er sich nicht mehr bei ihr. Sie ist verärgert, findet dann aber heraus, dass er den zweiten Tag des vierten Treffens als fünftes Treffen gezählt hatte und sich nur an ihre Regeln halten wollte. Beide sind zu stolz, um einander einzugestehen, dass sie sich gerne wiedersehen würden. Schließlich überwinden beide ihre Ängste und finden zueinander.

## Hintergrund
- Auch im Film My Big Fat Greek Wedding spielte Nia Vardalos die Hauptrolle an der Seite von John Corbett und schrieb zugleich das Drehbuch. Dies ist jedoch ihr erster Film als Regisseurin.
- Die Produktionskosten wurden auf 3 Millionen US-Dollar geschätzt.[1]
- DVD-Premiere in Deutschland war am 29. Januar 2010.